# Wilson Eduardo
Wilson Bruno Naval da Costa Eduardo, meglio noto come Wilson Eduardo (Massarelos, 8 luglio 1990), è un calciatore portoghese naturalizzato angolano, attaccante dell'Alverca.

## Biografia
È fratello di João Mário, anch'egli calciatore professionista.

## Carriera

### Club
Dopo aver iniziato la carriera nelle giovanili del Pedras Rubras e del Porto, finisce allo Sporting CP. Allo Sporting, però, non esordisce e viene mandato diversi anni in prestito in varie squadre: Real Sport Clube, Portimonense, Beira-Mar e Olhanense. Fa l'esordio nella Primeira Liga il 15 agosto 2010, nel match giocato tra Beira-Mar e Uniao Leiria; segnerà il suo primo gol nella competizione due settimane dopo, contro l'Academica de Coimbra. Dopo una stagione con lo Sporting e due anni di attività in Croazia ed Olanda, il periodo più significativo della sua carriera lo vede impegnato nel Braga tra il 2015-2020, successivamente si trasferisce all'estero, negli Emirati e in Turchia, nel 2023 viene ingaggiato dalla squadra cipriota dell'Apoel di Nicosia.

### Nazionale
Ha giocato per il Portogallo Under-20 e per il Portogallo Under-21.
Nel 2019 ha optato per rappresentare la nazionale delle sue origini, ovvero l'Angola.

## Palmarès
- Coppa del Portogallo: 1

Braga: 2015-2016
- Coppa di Lega portoghese: 1

Braga: 2019-2020
- Campionato cipriota: 1

APOEL: 2023-2024